# Luc Lavoie
Pour les articles homonymes, voir Lavoie.
Luc Lavoie, né a Rimouski (Québec) en 1955, est un journaliste et employé politique canadien,. Il est colonel honoraire du régiment d’infanterie canadien des Fusiliers Mont-Royal.

## Biographie
Originaire de Rimouski,, Luc Lavoie est au début de sa carrière professionnelle correspondant parlementaire à Ottawa.
Très proche de Brian Mulroney dans les années 1980 et au début des années 1990, Luc Lavoie est directeur au cabinet adjoint du premier ministre du Canada sous le gouvernement Mulroney,. Cette complicité se poursuit puisque, selon TVA Nouvelles, il est encore « [le] proche confident et collaborateur »  de Brian Mulroney durant une quinzaine d’année. Puis, Luc Lavoie démissionne de son poste de porte-parole de Brian Mulroney en novembre 2007, ce dernier étant pris dans une tourmente médiatique en partie liée à l'affaire Karlheinz Schreiber.
Luc Lavoie est commissaire du Canada à l'Exposition universelle de Séville en 1992.
Il prend un commandement en 2009 au sein du régiment d’infanterie canadien des Fusiliers Mont-Royal.
En septembre 2022, Luc Lavoie est atteint d’un cancer « depuis plusieurs semaines ». Il prend alors congé de l'ensemble de ses activités professionnelles.
Le 8 décembre 2024, le Service de police de l'agglomération de Longueuil (SPAL) rapporte avoir reçu un appel vers 2h du matin pour une dispute dans une résidence de Saint-Lambert. M. Lavoie, âgé de 69 ans, a été arrêté le jour même. Cette information a été rendue publique dans les divers médias du Québec le jeudi 12 décembre à 22h15 via communiqué.

## Publications
La publication ou la production se fait à compte d'auteur.
- Luc Lavoie et Serge Rivest, En première ligne : le parcours atypique d'un communicateur, Les Éditions de l'Homme, 2018, 325 p. (ISBN 2761949692)[10].

## Décorations
- Médaille du service méritoire[4].